# Cospaia
Cospaia (Cošpèja, Cošpäja o Cošpèa in dialetto altotiberino) è una frazione del comune di San Giustino (PG).

## Storia
Cospaia è stata per diversi secoli una minuscola repubblica indipendente, posta fra lo Stato della Chiesa e la Repubblica di Firenze (poi il Granducato di Toscana). Ottenne, inaspettatamente, l'indipendenza nel 1441, quando papa Eugenio IV, impegnato nella lotta con il Concilio di Basilea, cedette il territorio di Sansepolcro alla Repubblica di Firenze. Per errore, essendo il paese in mezzo a due torrenti paralleli che sfociavano nel Tevere e che all'epoca portavano lo stesso nome in quanto biforcazioni del torrente Rio, ed avendo utilizzato proprio il torrente in questione per la designazione del confine, una piccola striscia di terreno rimase esclusa dal trattato che delimitava i confini, ed essendo diventata terra di nessuno i relativi abitanti dichiararono prontamente l'indipendenza.
Gli abitanti fecero tesoro della situazione e ne approfittarono per sviluppare fra i primi in Italia la coltivazione del tabacco, dal momento che in tutti gli Stati italiani era bandito. Tuttora, alcune varietà di tabacco vengono definite con il nome di cospaia.

Dopo diversi secoli di esistenza, il 26 giugno 1826, ottenuto un atto di sottomissione da parte di quattordici rappresentanti del territorio, venne a far parte dello Stato della Chiesa.

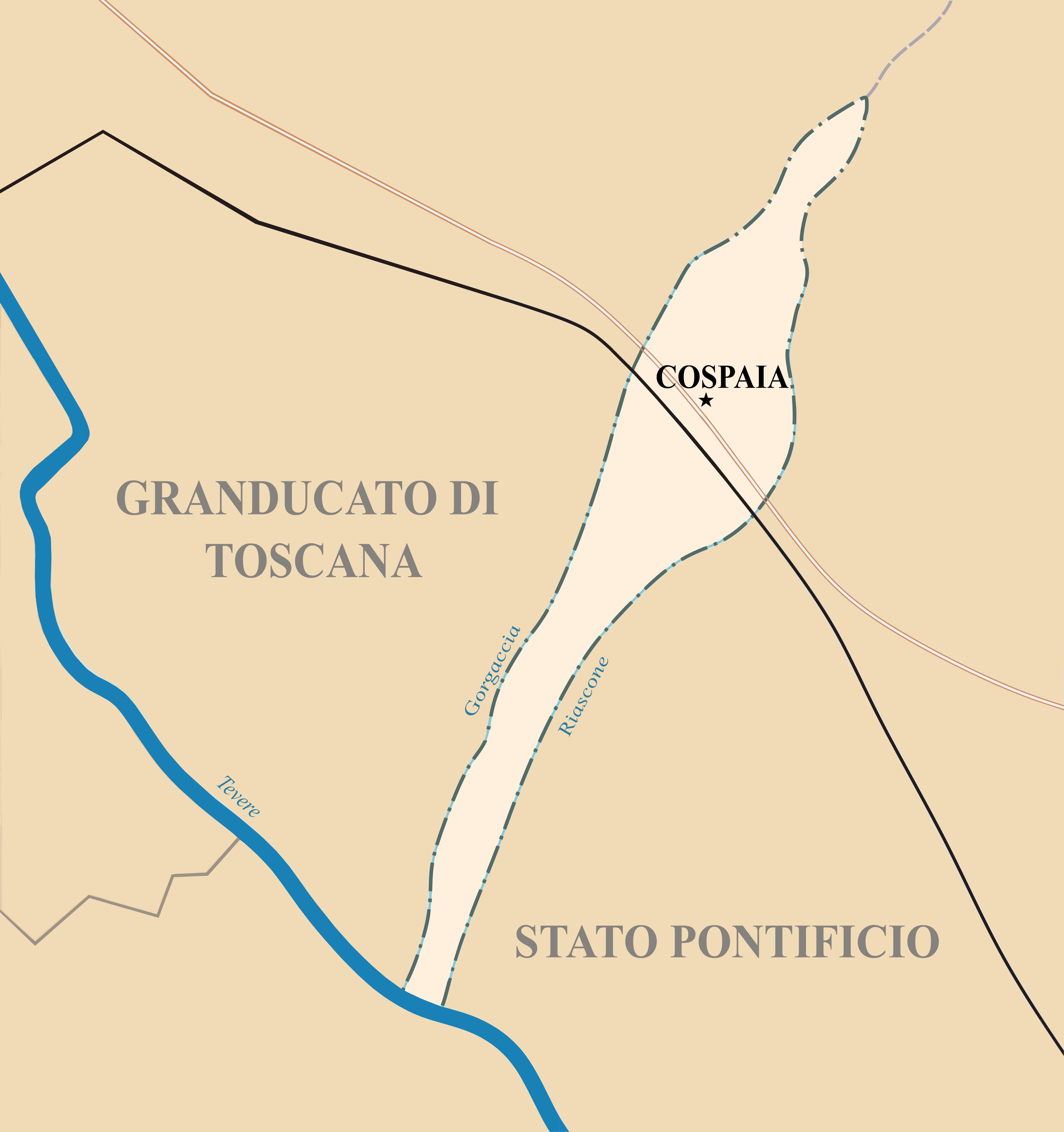

## Monumenti e luoghi d'interesse
- Chiesa parrocchiale della confraternita, con un'iscrizione in latino sulla porta d'ingresso: Perpetua et firma libertas, con riferimento all'indipendenza del passato
- Torre di Cospaia (XIV secolo)
- Villa Giovagnoli-Liuti (XVIII secolo), tipico esempio di villa padronale con annessa casa colonica testimonianza di un passato legato alla coltivazione del tabacco cui rimane traccia nell'adiacente essiccatoio. La villa fu costruita su preesistente costruzione risalente al XIV secolo. Ai tempi della Repubblica di Cospaia era indicata come Casa Valenti (Catasto Pontificio) ora erroneamente individuata in un altro edificio.
- Lago di Cospaia, invaso artificiale creato agli inizi della seconda metà del 1900 per esigenze irrigue grazie all'iniziativa soprattutto della famiglia Giovagnoli, proprietaria di ampia parte dei terreni interessati dall'opera, ed in seguito ceduto al Comune di San Giustino ed entrato ora a far parte del demanio statale.

## Cultura

### Eventi
In giugno si tiene la Festa della repubblica di Cospaia, per commemorare la fine dell'indipendenza.

## Economia
L'importanza della coltivazione del tabacco è in calo, a causa della diminuzione degli aiuti economici forniti dagli enti governativi agli agricoltori. Rimangono comunque le tipiche strutture poste a servizio delle aziende come i vari essiccatoi sparsi nel suo territorio.

## Altri progetti
